# Les Délices de Nina
Pour plus de détails, voir Fiche technique et Distribution.
Les Délices de Nina (Nina’s Heavenly Delights) est un film britannique de Pratibha Parmar sorti en 2006.

## Synopsis
Nina Shah, qui a quitté sa famille pour Londres après une dispute avec son père, revient à Glasgow après la mort soudaine de celui-ci. Là, elle apprend que les dettes de jeu de son père ont placé le restaurant familial au bord de la faillite. Elle retrouve un ami d’enfance, Bobbi, devenu drag queen et rencontre Lisa, qui à présent, possède la moitié du restaurant qu’elle entend sauver et reprendre.
Nina fait face aux problèmes qui surgissent avec la vitalité nécessaire pour redresser les affaires de la famille, remporter un concours du meilleur curry de la région... et trouve l’amour avec Lisa.
Ce film, parsemé de romanesque et de rire, est inspiré des spectacles bollywoodiens dont l’ambiance est transposée à Glasgow en Écosse.

## Fiche Technique
- Titre original : Nina’s Heavenly Delights
- Réalisation : Pratibha Parmar
- Scénario : Andrea Gibb et Pratibha Parmar
- Pays de production :  Royaume-Uni
- Durée : 94 minutes (1 h 34)
- Date de sortie :
  - Royaume-Uni : 29 septembre 2006

## Distribution
- Shelley Conn : Nina
- Laura Fraser : Lisa
- Ronny Jhutti : Bobbi
- Art Malik : Raj
- Atta Yaqub : Kary Shah
- Raji James : Sanjay Khanna
- Francisco Bosch : Shriv
- Veena Sood : Suman